# Хлібодарівська сільська рада (Волноваський район)
Хлібодарівська сільська рада — орган місцевого самоврядування Хлібодарівської сільської громади у Волноваському районі Донецької області. До 17 липня 2020 року існував як адміністративно-територіальна одиниця із адміністративним центром у с. Хлібодарівка.

## Склад ради
Рада складається з 16 депутатів та голови.